# Purwodadi (Padangsidimpuan)
Purwodadi is een bestuurslaag in het regentschap Padang Sidempuan van de provincie Noord-Sumatra, Indonesië. Purwodadi telt 858 inwoners (volkstelling 2010).